# Red Bull Racing RB19
Red Bull Racing RB19 — гоночный автомобиль с открытыми колёсами Формулы-1, разработанный и построенный Red Bull Racing для участия в чемпионате мира Формулы-1 2023 года. Пилотами Red Bull RB19 стали гонщики Макс Ферстаппен и Серхио Перес. Red Bull RB19 был официально представлен 3 февраля 2023 года в Нью-Йорке. Этот автомобиль является самым доминирующим автомобилем в истории чемпионата мира Формулы-1, выиграв 21 из 22 гонок (95,45%), в которых он участвовал, тем самым превзойдя предыдущий рекорд McLaren MP4/4, выигравшего 15 из 16 гонок (93,8%), который держался с сезона Формулы-1 1988 года.

## Технологии и разработки
Как и все автомобили Формулы-1 2023 года, Red Bull Racing RB19 представляет собой заднеприводный монопост с монококом из углепластика (CFRP). Помимо монокока, из углепластика изготовлены многие другие детали автомобиля, в том числе детали кузова и рулевое колесо. Тормозные диски также изготовлены из композитного материала, армированного углеродным волокном.

### Двигатель и шестерни
RB19 оснащен 1,6-литровым двигателем V6 от Honda мощностью 805 кВт (1100 л.с.) при 15 000 об/мин. Этот двигатель представляет собой среднемоторный двигатель с турбонаддувом. Кроме того, автомобиль оснащён электродвигателем мощностью 120 кВт, что делает его гибридным электромобилем. Разработка приводов была заморожена на три года с начала сезона 2022 года, поскольку по экономическим соображениям новое поколение планируется представить не раньше 2026 года. Мощность передаётся секвентальной восьмиступенчатой коробкой передач с подрулевыми лепестками (+ передача заднего хода) от Red Bull Racing. У автомобиля всего две педали: педаль газа (справа) и педаль тормоза (слева). Как и многие другие функции, сцепление, которое используется только при трогании с места, управляется рычагом на рулевом колесе.

### Шины
С сезона 2022 года автомобиль, как и все машины Формулы-1, оснащается передними шинами шириной 305 мм и задними шинами шириной 405 мм от стандартного поставщика Pirelli, которые установлены на 18-дюймовые колеса. Помимо сликов P-Zero, Pirelli также предлагает промежуточные шины Cinturato и полностью влажные шины для влажных условий. Для каждого гоночного уикенда Pirelli предоставляет шины, адаптированные к гоночной трассе, и дает рекомендации по оптимальному сроку службы. Количество предоставляемых шин предусмотрено регламентом. Исключением являются гонки, объявленные гонками по дождю. С 2023 года было выпущено шесть различных пятен (по сравнению с 2022 годом — пять) с обозначениями от C0 до C5, где C0 — самый твердый, а C5 — самый мягкий состав (состав, отсюда и C). Дождевые шины, обновленные для сезона 2023 года, разделены на две категории: мокрые (синие) и средние (зеленые) в зависимости от их водоотдачи в минуту при скорости 300 км/ч. Средний расход составляет около 30 л/мин, а влажный достигает 85 л/мин. Количество шин, предоставляемых на машину, ограничено 13 комплектами сликов и, при необходимости, семью комплектами дождевых шин в большинстве гонок:
Hard: 2 комплекта
Medium: 3 комплекта
Soft: 8 комплектов
Intermediate: 4 комплекта
Wet: 3 комплекта
После каждой тренировки команды должны сдать по две шины на каждого гонщика, проехавшего наибольшее количество кругов, чтобы для квалификации осталось максимум семь комплектов шин. Если гонщик доходит до 3-й квалификационной сессии (Q3), ему необходимо зарезервировать мягкую шину, которую также необходимо сдать впоследствии. В гонке необходимо использовать как минимум два состава шин.
На выходных со спринтерскими гонками (6 в этом году) всего 12 комплектов сликов:
Hard: 2 комплекта
Medium: 4 комплекта
Soft: 6 комплектов
Intermediate: 4 комплекта
Wet: 3 комплекта
В пятницу после тренировки и вечером необходимо сдать комплект шин. Кроме того, в квалификации можно использовать только софт; один комплект должен быть зарезервирован для Q3. Еще один комплект шин с наибольшим количеством кругов необходимо сдать после второй тренировки и спринтерской гонки.
Новый формат квалификации будет опробован на двух гоночных уик-эндах, в течение которых должны использоваться жесткие шины для Q1, средние для Q2 и мягкие шины для Q3. Здесь можно приобрести следующие шины:
Hard: 3 комплекта
Medium: 4 комплекта
Soft: 4 комплекта
Правильная стратегия использования шин часто имеет решающее значение для гонки и требует большого опыта от хорошо отрепетированной команды гонщиков, гоночных инженеров и стратегических отделов.

### DRS
RB19, как и все автомобили Формулы-1 с 2011 года, оснащен системой снижения сопротивления (DRS), которая снижает сопротивление воздуха автомобиля на прямых, сглаживая часть заднего крыла, когда его разрешено использовать. DRS также активируется переключателем на рулевом колесе автомобиля.

### Halo
Согласно требованиям FIA для всех автомобилей Формулы-1 с 2018 года, RB19 оснащен системой Halo, обеспечивающей дополнительную защиту головы водителя.

### Обновления
После летнего перерыва обновлений для RB19 больше не будет, только корректировки для конкретного маршрута. Из-за ограничения бюджета и сокращения времени на строительство аэродинамической трубы основное внимание уделяется разработке будущего RB20.

## Ливрея и спонсорство
RB19 окрашен преимущественно в темно-синий и жёлтый цвета, каждый в матовых оттенках. В отличие от машины Ферстаппена, верхняя камера Переса окрашена в жёлтый цвет для лучшей различимости в гонке.
Производителя программного обеспечения Oracle можно рассматривать как главного спонсора обеих сторон, поэтому команда официально называется Oracle Red Bull Racing. Red Bull, BYBIT, поставщик электронной коммерции ROKT, ExxonMobil (с торговыми марками Esso и Mobil 1), Rauch, TAG Heuer, CDW, Siemens, Hewlett Pacard и Grupo Carso (с торговой маркой Claro в нескольких странах) также рекламируют Латинская Америка для мобильных сетей из Америки Móvil, интернет-провайдера Infinitum и Telcel, принадлежащего Telmex), Heinecken (торговая марка Players 0.0), поставщика двигателей Honda, Pirelli, казино PokerStars на автомобиле.

## Гонщики
Red Bull Racing снова будет соревноваться в сезоне 2023 года с пилотами в паре Серхио Переса и Макса Ферстаппена. Ферстаппен провёл свой седьмой полный сезон за команду (восьмой в общем, учитывая сезон 2016 года, когда Макс Ферстаппен дебютировал за Red Bull Racing на Гран-при Испании 2016 года). Перес провёл за свою команду свой третий сезон.